# Refugio Islas Malvinas
El refugio Islas Malvinas, originalmente Antonio Moro, es un refugio antártico de Argentina ubicado en el nunatak Nobby de la península Tabarín, bahía Esperanza, península Trinidad. Está situado a 200 m s. n. m. en la latitud 63°25' Sur y longitud 56°58' Oeste, y fue inaugurado el 20 de agosto de 1955. Se trataba de una cabina metálica de 2 m x 2 m x 2 m con provisiones para 3 personas durante un mes.
Fue rebautizado con su nombre actual el 26 de agosto de 1971 y reconstruido en 1988. Está administrado por el Ejército Argentino.
El nombre original del refugio homenajeaba a Antonio Moro (1906-1979), inmigrante italiano que participó de la fundación de la base San Martín en 1951 y quien construyó refugios en el área de la base Esperanza en 1954, incluyendo el que llevaría su nombre.
Es uno de los 18 refugios que se hallan bajo responsabilidad de la base Esperanza, que se encarga de las tareas de mantenimiento y cuidado.
La casilla del refugio se encuentra sobre un promontorio rocoso. Desde allí hay vistas al cercano glaciar Buenos Aires (utilizado para descensos de avionetas), el monte Flora y el mar de Weddell. En 1986 se propuso visitas de pequeños contingentes de turistas al refugio desde la base Esperanza, incluyendo un circuito desde la base hacia los refugios Islas Malvinas y Güemes.
Posee capacidad para cuatro personas, víveres para 15 días, combustible, gas y botiquín de primeros auxilios.